# Herochroma montana
Herochroma montana är en fjärilsart som beskrevs av Max Joseph Bastelberger 1911. Herochroma montana ingår i släktet Herochroma och familjen mätare. Inga underarter finns listade i Catalogue of Life.